# Pia (groupe)
Pour les articles homonymes, voir Pia (homonymie).
 (novembre 2023).
Si vous disposez d'ouvrages ou d'articles de référence ou si vous connaissez des sites web de qualité traitant du thème abordé ici, merci de compléter l'article en donnant les références utiles à sa vérifiabilité et en les liant à la section « Notes et références ».
Pia est un groupe de rock sud-coréen, originaire de Busan. Le nom du groupe signifie « Moi et l'univers » ou « Moi et toi » en langage chinois (Pi:彼 A:我). Pia est initialement formé en 1998 par Hullang Lee (guitare), Kibum Kim (basse) et Yohan Ok (chant), plus tard rejoints par Simz No (effets, claviers) et, après plusieurs changements à la batterie, Hye Seung Yang (batterie). Le groupe gardera sa formation stable depuis le Ssamzie Festival en 2001
Après plusieurs tournées en clubs et festivals rock, ils se relocalisent à Séoul et publient leur premier album Pia@ArrogantEmpire.xxx en mars 2001. À cette période, le groupe se popularise et signe avec Seo Taiji Company/Goesoo Indegene, un label lancé par Seo Taiji, musicien bien connu de la scène coréenne. Après trois autres albums, 3rd Phase (2003), Become Clear (2005), Waterfalls (2007), et un EP, Urban Explorer (2008) chez Goesoo, Pia quitte le label en 2009 et se joint à WinWon Entertainment en 2011, publiant son cinquième album, Pentagram, la même année.
Pia étant à l'origine un groupe de nu metal, le groupe change rapidement de style au cours des deux années après sa formation. Ils explorent de nombreux genres musicaux incluant metal alternatif, emocore, garage rock, rock alternatif, et synthpop.

## Biographie
Le chanteur Yohan et le guitariste Hullang se rencontrent, tandis que Yohan est membre d'un groupe de death metal appelé Sleep in Pain, et Hullang est chez C.O.B. en tant qu'un des meilleurs guitaristes de thrash metal de Busan. Les deux groupes entament une sorte de rivalité pendant leurs concerts, bien que restant en bons termes. En 1998, après leur service militaire, Yohan et Hullang forment Pia, et cherchent un bassiste, qui sera finalement Kibum mais qui quittera le groupe pour jouer dans un groupe militaire. Le nom du groupe signifie « Moi et l'univers » ou « Moi et toi » en langage chinois (Pi:彼 A:我). Après avoir recruté le batteur Min Yong Shin, Pia commence à tourner dans des clubs et festivals de rock dans tout le pays, et participe, en 1999, à Indie Power 1999, une compilation de nombreux groupes locaux underground qui reprennent de célèbres chansons. En août la même année, ils entrent au deuxième MBC Rock Festival à Busan et remportent un prix pour la chanson Oil Lump.
En 2000, Pia se relocalise à Séoul et enregistre son premier album studio, puis recrute Simz aux platines et effets sonores, remplaçant le batteur Shin avec Da Hee Kang. Pendant l'enregistrement de démos, et la sortie de CD samplers, Pia joue sur scène et participe à la compilation Indie Power 2001. À cette période, le style musical de Pia s'inspire du heavy metal, du hardcore, et du nu metal avec des groupes comme Korn, Slipknot, Pantera, et Limp Bizkit, puis sort l'album Pia@ArrogantEmpire.xxx.
Le 22 mars 2001, Pia publie son premier album studio, intitulé Pia@ArrogantEmpire.xxx chez Rock Korea et est bien accueilli par la presse et le public. Le groupe met près d'un an à enregistrer l'album avec Heung-Chan Ahn du groupe de thrash metal coréen Crash à la production. Les paroles recouvrent l'aliénation, le désespoir, la rage, et le cynisme qui surviennent quotidiennement dans la vie. Pia tourne dans divers clubs et festivals en soutien à l'album,comme le Ssamzie Festival en 2001.
Leur deuxième album, 3rd Phase est publié au label Seotaiji Company. Seul un single est extrait de l'album, Gloomy Sunday.
Leur cinquième album, Pentagram, est publié en 2011.

## Membres
- Yohan (요한) - chant
- Hullang (헐랭) - guitare
- Ki-Bum (기범) - basse
- SimZ (심지) - samples, effets sonores
- Hyeseung (혜승) - batterie

## Discographie

### Albums studio
- 2001 : Pia@Arrogantempire.xxx
- 2003 : 3rd Phase
- 2005 : Become Clear
- 2007 : Waterfalls
- 2011 : Pentagram

### EP
- 2008 : Urban Explorer

### Compilations
- 1999 : Indie Power 1999
- 2001 : Hard Core 2001
- 2001 : Indie Power 2001
- 2010 : DJ Max Portable 3 Soundtrack